# ティシアス
ティシアスまたはテイシアス（Tisias, 古希: Τεισίας, 紀元前5世紀前半ごろ）は、古代ギリシア・シチリアの哲学者で、修辞学の創始者の一人。
ティシアスは弁護士コラックスの弟子とされ、コラックスは、ティシアスが最初の裁判で勝ったら学費を与えるという条件でティシアスの指導を引き受けたという。もし最初の裁判で勝たなかった場合は、指導は無駄だから学費を払わなくてよいという条件であった。
ティシアスは、コラクスが哲学的な議論の分野で先駆的な仕事をしたことを基礎にして、法的な修辞学を発展させたと言われている。
なお、ティシアスとコラックスは伝説上の人物に過ぎないと主張されることもあり、また、コラクスとティシアスは同一人物であるとする学者もいる。
弟子にイソクラテス、ゴルギアスをもったとされる。
ティシアスの業績については、プラトン、アリストテレス、キケロなど、後世の作家による言及がすべてである。

## 著作
- 『弁論術』 - 紀元前460年頃